# Шамрай Галина Яківна
Шамрай Галина Яківна (рос. Шамрай Галина Яковлевна); після першого одруження — Рудько (рос. Рудько), після другого одруження — Ільїна (рос. Ильина, 5 жовтня 1931, Ташкент, Узбецька РСР — 12 лютого 2022, Москва) — радянська гімнастка, олімпійська чемпіонка, перша радянська чемпіонка світу зі спортивної гімнастики в індивідуальному багатоборстві. Заслужений майстер спорту СРСР.

## Біографічні дані
Галина Шамрай народилася у Ташкенті. Після закінчення школи навчалася у Ташкентському педагогічному інституті і займалася спортивною гімнастикою. На перших Всесоюзних змаганнях юніорів 1950 року вона виграла багатоборство серед дівчат і увійшла до складу збірної СРСР.
На Олімпійських іграх 1952 вона завоювала золоту медаль в командному заліку і срібну в командних вправах з предметом. Також зайняла 8-е місце в індивідуальному заліку, на колоді і у вільних вправах, 7-е — на брусах і 23-е — в опорному стрибку.
На чемпіонаті світу 1954 Галина Рудько стала абсолютною чемпіонкою, також чемпіонкою в командному заліку і завоювала срібну медаль  на різновисоких брусах. На колоді, в опорному стрибку і вільних вправах зайняла п'яте місце.
Галина Рудько ще брала участь в чемпіонатах СРСР 1955 та 1956 років, але у національну збірну вже не проходила і 1956 року, одружившись вдруге з олімпійським чемпіоном футболістом Анатолієм Ільїним, завершила виступи. 1958 року у подружжя з'явилася донька Олена. Потім Галина Ільїна перейшла до тренерської роботи, а з часом — і до суддівства на першостях СРСР та міжнародних змаганнях зі спортивної гімнастики.
Померла 12 лютого 2022 року у Москві в 90-річному віці.